# Восмар, Гуалтерус Карел Якоб
Гуалтерус Карел Якоб Восмар  (нидерл. Gualtherus Carel Jacob Vosmaer; 1854—1916) — нидерландский зоолог; доктор философии.

## Биография
Родился 19 августа 1854 года в нидерландском городке Ауд-Бейерланд в семье литератора Карела Восмара (1826—1888), который в то время служил клерком в кантональном суде. Изучал естественные науки с 1873 по 1878 год в Лейдене и с 1878 по 1879 год в Университете Граца.
В 1880 году Восмар был удостоен Лейденским университетом степени доктора философии.
С 1880 по 1881 год Г. К. Я. Восмар работал на зоологической станции в Неаполе, куда перешел в 1882 году ассистентом Антона Дорна. 
В 1889 году он начал читать лекции по зоологии в качестве приват-доцента в Университете Утрехта, в 1890 году там же назначен исправляющим должность профессора, а в 1894 году Восмар был утверждён руководством экстраординарным профессором. Некоторое время спустя он занялся в Утрехте частной репетиторской практикой, а в 1904 году учёный возглавил кафедру зоологии в Лейденском университете, где и проработал остаток жизни.
Восмар известен своими исследованиями и описаниями губок; он обработал эту группу животных в классическом сочинении «Bronn’s Klassen und Ordnungen der Tierreiches» и особое внимание уделил классификации губок Неаполитанского залива и губок, собранных голландской экспедицией на Зондских островах. Он также обработал губки Новой Земли и Карского моря, собранные экспедицией Виллема Баренца (1882, 1885), а также добытые в Siboga expedition (1899—1900).
Восмар умер 23 сентября 1916 года в городе Лейдене.